# Paris-Roubaix for kvinder 2023
Paris-Roubaix for kvinder 2023 var den 3. udgave af den franske brostensklassiker Paris-Roubaix for kvinder. Linjeløbet blev kørt 8. april 2023 med start i Denain og mål på Vélodrome André-Pétrieux i Roubaix. Løbet var en del af UCI Women's World Tour 2023. Løbet blev vundet af canadiske Alison Jackson fra EF Education-TIBCO-SVB.

## Resultat
| \| Samlede stilling \| Samlede stilling \| Samlede stilling \| Samlede stilling \| Samlede stilling \| \| Rytter \| Rytter \| Hold \| Tid \| \| \| ---------------- \| ----------------------- \| ------------------------------ \| ---------------- \| ---------------- \| \| 1. \| Alison Jackson \| EF Education-TIBCO-SVB \| 3t 42' 56" \| \| \| 2. \| Katia Ragusa \| Liv Racing TeqFind \| + 0" \| \| \| 3. \| Marthe Truyen \| Fenix-Deceuninck \| + 0" \| \| \| 4. \| Eugénie Duval \| FDJ-Suez \| + 0" \| \| \| 5. \| Marion Borras \| St Michel-Mavic-Auber 93 \| + 0" \| \| \| 6. \| Marta Lach \| Ceratizit-WNT Pro Cycling \| + 3" \| \| \| 7. \| Lotte Kopecky \| SD Worx \| + 12" \| \| \| 8. \| Georgi Pfeiffer \| Team DSM \| + 12" \| \| \| 9. \| Chiara Consonni \| UAE Team ADQ \| + 12" \| \| \| 10. \| Marianne Vos \| Team Jumbo-Visma \| + 12" \| \| \| 11. \| Julie Leth \| Uno-X Pro Cycling Team \| + 12" \| \| \| 12. \| Lucinda Brand \| Trek-Segafredo \| + 12" \| \| \| 13. \| Grace Brown \| FDJ-Suez \| + 12" \| \| \| 14. \| Margaux Vigie \| Lifeplus Wahoo \| + 12" \| \| \| 15. \| Christina Schweinberger \| Fenix-Deceuninck \| + 12" \| \| \| 16. \| Elise Chabbey \| Canyon-SRAM Racing \| + 12" \| \| \| 17. \| Romy Kasper \| AG Insurance-Soudal Quick-Step \| + 12" \| \| \| 18. \| Amber Pate \| Team Jayco AlUla \| + 12" \| \| \| 19. \| Femke Markus \| SD Worx \| + 18" \| \| \| 20. \| Jesse Vandenbulcke \| Human Powered Health \| + 21" \| \| |                         |                                |            |
| |                         |                                |            |
| Kilde: ProCyclingStats |                         |                                |            |
| Samlede stilling |                         |                                |            |
| Rytter | Rytter                  | Hold                           | Tid        |
| 1. | Alison Jackson          | EF Education-TIBCO-SVB         | 3t 42' 56" |
| 2. | Katia Ragusa            | Liv Racing TeqFind             | + 0"       |
| 3. | Marthe Truyen           | Fenix-Deceuninck               | + 0"       |
| 4. | Eugénie Duval           | FDJ-Suez                       | + 0"       |
| 5. | Marion Borras           | St Michel-Mavic-Auber 93       | + 0"       |
| 6. | Marta Lach              | Ceratizit-WNT Pro Cycling      | + 3"       |
| 7. | Lotte Kopecky           | SD Worx                        | + 12"      |
| 8. | Georgi Pfeiffer         | Team DSM                       | + 12"      |
| 9. | Chiara Consonni         | UAE Team ADQ                   | + 12"      |
| 10. | Marianne Vos            | Team Jumbo-Visma               | + 12"      |
| 11. | Julie Leth              | Uno-X Pro Cycling Team         | + 12"      |
| 12. | Lucinda Brand           | Trek-Segafredo                 | + 12"      |
| 13. | Grace Brown             | FDJ-Suez                       | + 12"      |
| 14. | Margaux Vigie           | Lifeplus Wahoo                 | + 12"      |
| 15. | Christina Schweinberger | Fenix-Deceuninck               | + 12"      |
| 16. | Elise Chabbey           | Canyon-SRAM Racing             | + 12"      |
| 17. | Romy Kasper             | AG Insurance-Soudal Quick-Step | + 12"      |
| 18. | Amber Pate              | Team Jayco AlUla               | + 12"      |
| 19. | Femke Markus            | SD Worx                        | + 18"      |
| 20. | Jesse Vandenbulcke      | Human Powered Health           | + 21"      |

## Hold og ryttere
| translation for headoftableIII_translate index 58 not found (15)- Trek-Segafredo - SD Worx - Canyon-SRAM Racing - FDJ-Suez - Team Jumbo-Visma - Team DSM - Movistar Team - Liv Racing TeqFind - UAE Team ADQ - EF Education-TIBCO-SVB - Uno-X Pro Cycling Team - Team Jayco AlUla - Human Powered Health - Israel-Premier Tech Roland - Fenix-Deceuninck UCI Women's Kontinentalhold (7)- Cofidis - Parkhotel Valkenburg - AG Insurance - Soudal Quick-Step Team - Zaaf Cycling Team - Lifeplus Wahoo - St Michel-Mavic-Auber93 - Stade rochelais Charente-Maritime UCI Women's Kontinentalhold (2)- Ceratizit-WNT Pro Cycling - Arkéa Pro Cycling Team |
| |

### Danske ryttere
| Danske ryttere på startlisten |                   |                        |           |
| Rygnummer                     | Rytter            | Hold                   | Placering |
| 151                           | Amalie Dideriksen | Uno-X Pro Cycling Team | 54        |
| 155                           | Julie Leth        | Uno-X Pro Cycling Team | 11        |

* DNF = gennemførte ikke

### Startliste
| Trek-Segafredo TFS | Trek-Segafredo TFS             | Trek-Segafredo TFS |
| ------------------ | ------------------------------ | ------------------ |
| Nr.                | Rytter                         | Placering          |
| 1                  | Elisa Longo Borghini (ITA)     | 21.                |
| 2                  | Elynor Bäckstedt (GBR)         | 76.                |
| 3                  | Elisa Balsamo (ITA) (landevej) | 58.                |
| 4                  | Lucinda Brand (NED)            | 12.                |
| 5                  | Lisa Klein (GER)               | 38.                |
| 6                  | Ilaria Sanguineti (ITA)        | 102.               |

| SD Worx SDW | SD Worx SDW                        | SD Worx SDW |
| ----------- | ---------------------------------- | ----------- |
| Nr.         | Rytter                             | Placering   |
| 11          | Lotte Kopecky (BEL)                | 7.          |
| 12          | Elena Cecchini (ITA)               | 55.         |
| 13          | Barbara Guarischi (ITA)            | 90.         |
| 14          | Christine Majerus (LUX) (landevej) | 57.         |
| 15          | Femke Markus (NED)                 | 19.         |
| 16          | Lorena Wiebes (NED) (landevej)     | 49.         |

| Canyon-SRAM Racing CSR | Canyon-SRAM Racing CSR         | Canyon-SRAM Racing CSR |
| ---------------------- | ------------------------------ | ---------------------- |
| Nr.                    | Rytter                         | Placering              |
| 21                     | Elise Chabbey (SUI)            | 16.                    |
| 22                     | Shari Bossuyt (BEL)            | 61.                    |
| 23                     | Tiffany Cromwell (AUS)         | DNF                    |
| 24                     | Agnieszka Skalniak-Sójka (POL) | 34.                    |
| 25                     | Alice Towers (GBR) (landevej)  | 23.                    |
| 26                     | Maike van der Duin (NED)       | 48.                    |

| FDJ-Suez FST | FDJ-Suez FST            | FDJ-Suez FST |
| ------------ | ----------------------- | ------------ |
| Nr.          | Rytter                  | Placering    |
| 31           | Grace Brown (AUS)       | 13.          |
| 32           | Clara Copponi (FRA)     | DNF          |
| 33           | Eugénie Duval (FRA)     | 4.           |
| 34           | Maëlle Grossetête (FRA) | DNF          |
| 35           | Marie Le Net (FRA)      | 41.          |
| 36           | Jade Wiel (FRA)         | DNF          |

| Team Jumbo-Visma TJV | Team Jumbo-Visma TJV   | Team Jumbo-Visma TJV |
| -------------------- | ---------------------- | -------------------- |
| Nr.                  | Rytter                 | Placering            |
| 41                   | Marianne Vos (NED)     | 10.                  |
| 42                   | Teuntje Beekhuis (NED) | 40.                  |
| 43                   | Coryn Labecki (USA)    | 79.                  |
| 44                   | Linda Riedmann (GER)   | DNF                  |
| 45                   | Noemi Rüegg (SUI)      | 45.                  |
| 46                   | Nienke Veenhoven (NED) | HD                   |

| Team DSM DSM | Team DSM DSM           | Team DSM DSM |
| ------------ | ---------------------- | ------------ |
| Nr.          | Rytter                 | Placering    |
| 51           | Georgi Pfeiffer (GBR)  | 8.           |
| 52           | Daniek Hengeveld (NED) | 36.          |
| 53           | Megan Jastrab (USA)    | 88.          |
| 54           | Franziska Koch (GER)   | 33.          |
| 55           | Charlotte Kool (NED)   | 63.          |
| 56           | Maeve Plouffe (AUS)    | 101.         |

| Ceratizit-WNT Pro Cycling WNT | Ceratizit-WNT Pro Cycling WNT | Ceratizit-WNT Pro Cycling WNT |
| ----------------------------- | ----------------------------- | ----------------------------- |
| Nr.                           | Rytter                        | Placering                     |
| 61                            | Sandra Alonso (ESP)           | DNF                           |
| 62                            | Franziska Brauße (GER)        | DNF                           |
| 63                            | Mylène de Zoete (NED)         | DNS                           |
| 64                            | Arianna Fidanza (ITA)         | 43.                           |
| 65                            | Marta Lach (POL)              | 6.                            |
| 66                            | Kathrin Schweinberger (AUT)   | 72.                           |

| Movistar Team MOV | Movistar Team MOV               | Movistar Team MOV |
| ----------------- | ------------------------------- | ----------------- |
| Nr.               | Rytter                          | Placering         |
| 71                | Floortje Mackaij (NED)          | 32.               |
| 72                | Aude Biannic (FRA)              | DNF               |
| 73                | Sheyla Gutiérrez (ESP)          | DNF               |
| 74                | Gloria Rodríguez (ESP)          | 104.              |
| 75                | Arlenis Sierra (CUB) (landevej) | 56.               |

| Liv Racing TeqFind LIV | Liv Racing TeqFind LIV            | Liv Racing TeqFind LIV |
| ---------------------- | --------------------------------- | ---------------------- |
| Nr.                    | Rytter                            | Placering              |
| 81                     | Valerie Demey (BEL)               | 100.                   |
| 82                     | Rachele Barbieri (ITA)            | 93.                    |
| 83                     | Marta Jaskulska (POL)             | 70.                    |
| 84                     | Jeanne Korevaar (NED)             | 92.                    |
| 85                     | Tereza Neumanová (CZE) (landevej) | HD                     |
| 86                     | Katia Ragusa (ITA)                | 2.                     |

| UAE Team ADQ UAD | UAE Team ADQ UAD               | UAE Team ADQ UAD |
| ---------------- | ------------------------------ | ---------------- |
| Nr.              | Rytter                         | Placering        |
| 91               | Marta Bastianelli (ITA)        | 24.              |
| 92               | Eugenia Bujak (SLO) (landevej) | 44.              |
| 93               | Chiara Consonni (ITA)          | 9.               |
| 94               | Elizabeth Holden (GBR)         | 30.              |
| 95               | Karolina Kumięga (POL)         | 59.              |
| 96               | Laura Tomasi (ITA)             | 26.              |

| Cofidis COF | Cofidis COF                   | Cofidis COF |
| ----------- | ----------------------------- | ----------- |
| Nr.         | Rytter                        | Placering   |
| 101         | Victoire Berteau (FRA)        | 29.         |
| 102         | Alana Castrique (BEL)         | 85.         |
| 103         | Séverine Eraud (FRA)          | HD          |
| 104         | Valentine Fortin (FRA)        | 82.         |
| 105         | Gabrielle Pilote Fortin (CAN) | HD          |
| 106         | Josie Talbot (AUS)            | 51.         |

| Parkhotel Valkenburg PHV | Parkhotel Valkenburg PHV  | Parkhotel Valkenburg PHV |
| ------------------------ | ------------------------- | ------------------------ |
| Nr.                      | Rytter                    | Placering                |
| 111                      | Kirstie van Haaften (NED) | 64.                      |
| 112                      | Lieke Nooijen (NED)       | HD                       |
| 113                      | Scarlett Souren (NED)     | HD                       |
| 114                      | Lisa Van Helvoirt (NED)   | 87.                      |
| 115                      | Marith Vanhove (BEL)      | 80.                      |
| 116                      | Sofie Van Rooijen (NED)   | HD                       |

| AG Insurance-Soudal Quick-Step AGS | AG Insurance-Soudal Quick-Step AGS | AG Insurance-Soudal Quick-Step AGS |
| ---------------------------------- | ---------------------------------- | ---------------------------------- |
| Nr.                                | Rytter                             | Placering                          |
| 121                                | Romy Kasper (GER)                  | 17.                                |
| 122                                | Julia Borgström (SWE)              | 22.                                |
| 123                                | Marthe Goossens (BEL)              | 42.                                |
| 124                                | Britt Knaven (BEL)                 | DNF                                |
| 125                                | Lone Meertens (BEL)                | 86.                                |
| 126                                | Maud Rijnbeek (NED)                | DNS                                |

| EF Education-TIBCO-SVB TIB | EF Education-TIBCO-SVB TIB | EF Education-TIBCO-SVB TIB |
| -------------------------- | -------------------------- | -------------------------- |
| Nr.                        | Rytter                     | Placering                  |
| 131                        | Zoe Bäckstedt (GBR)        | 46.                        |
| 132                        | Letizia Borghesi (ITA)     | 53.                        |
| 133                        | Clara Honsinger (USA)      | 77.                        |
| 134                        | Alison Jackson (CAN)       | 1.                         |
| 135                        | Sara Poidevin (CAN)        | HD                         |
| 136                        | Lauren Stephens (USA)      | DNF                        |

| Arkéa Pro Cycling Team ARK | Arkéa Pro Cycling Team ARK    | Arkéa Pro Cycling Team ARK |
| -------------------------- | ----------------------------- | -------------------------- |
| Nr.                        | Rytter                        | Placering                  |
| 141                        | Amandine Fouquenet (FRA)      | DNF                        |
| 142                        | Maaike Coljé (NED)            | DNF                        |
| 143                        | Maryanne Hinault (FRA)        | HD                         |
| 144                        | Marie-Morgane Le Deunff (FRA) | 52.                        |
| 145                        | Anaïs Morichon (FRA)          | 84.                        |
| 146                        | Maurène Trégouët (FRA)        | DNF                        |

| Uno-X Pro Cycling Team UXT | Uno-X Pro Cycling Team UXT        | Uno-X Pro Cycling Team UXT |
| -------------------------- | --------------------------------- | -------------------------- |
| Nr.                        | Rytter                            | Placering                  |
| 151                        | Amalie Dideriksen (DEN)           | 54.                        |
| 152                        | Anniina Ahtosalo (FIN) (landevej) | 66.                        |
| 153                        | Susanne Andersen (NOR)            | 27.                        |
| 154                        | Maria Giulia Confalonieri (ITA)   | 28.                        |
| 155                        | Julie Leth (DEN)                  | 11.                        |
| 156                        | Amalie Lutro (NOR)                | 81.                        |

| Zaaf Cycling Team ZAF | Zaaf Cycling Team ZAF                | Zaaf Cycling Team ZAF |
| --------------------- | ------------------------------------ | --------------------- |
| Nr.                   | Rytter                               | Placering             |
| 161                   | Maggie Coles-Lyster (CAN) (landevej) | 68.                   |
| 162                   | Lucía García (ESP)                   | HD                    |
| 163                   | Marta Romance (ESP)                  | HD                    |
| 164                   | Debora Silvestri (ITA)               | 69.                   |
| 165                   | Emanuela Zanetti (ITA)               | HD                    |
| 166                   | Ebtesam Zayed                        | HD                    |

| Lifeplus Wahoo DRP | Lifeplus Wahoo DRP      | Lifeplus Wahoo DRP |
| ------------------ | ----------------------- | ------------------ |
| Nr.                | Rytter                  | Placering          |
| 171                | Typhaine Laurance (FRA) | HD                 |
| 172                | Madelaine Leech (GBR)   | DNF                |
| 173                | Kate Richardson (GBR)   | HD                 |
| 174                | Kaja Rysz (POL)         | 97.                |
| 175                | April Tacey (GBR)       | 73.                |
| 176                | Margaux Vigie (FRA)     | 14.                |

| Team Jayco AlUla BEX | Team Jayco AlUla BEX      | Team Jayco AlUla BEX |
| -------------------- | ------------------------- | -------------------- |
| Nr.                  | Rytter                    | Placering            |
| 181                  | Amber Pate (AUS)          | 18.                  |
| 182                  | Jessica Allen (AUS)       | 91.                  |
| 183                  | Teniel Campbell (TTO)     | 78.                  |
| 184                  | Georgie Howe (AUS)        | 47.                  |
| 185                  | Nina Kessler (NED)        | 31.                  |
| 186                  | Letizia Paternoster (ITA) | 65.                  |

| Human Powered Health HPW | Human Powered Health HPW             | Human Powered Health HPW |
| ------------------------ | ------------------------------------ | ------------------------ |
| Nr.                      | Rytter                               | Placering                |
| 191                      | Audrey Cordon-Ragot (FRA) (landevej) | 35.                      |
| 192                      | Mieke Kröger (GER)                   | 75.                      |
| 193                      | Makayla MacPherson (USA)             | 89.                      |
| 194                      | Jesse Vandenbulcke (BEL)             | 20.                      |
| 195                      | Marjolein van 't Geloof (NED)        | 60.                      |
| 196                      | Lily Williams (USA)                  | 67.                      |

| Israel-Premier Tech Roland CGS | Israel-Premier Tech Roland CGS | Israel-Premier Tech Roland CGS |
| ------------------------------ | ------------------------------ | ------------------------------ |
| Nr.                            | Rytter                         | Placering                      |
| 201                            | Caroline Baur (SUI) (landevej) | 71.                            |
| 202                            | Hannah Buch (GER)              | 94.                            |
| 203                            | Sofia Collinelli (ITA)         | 74.                            |
| 204                            | Mia Griffin (IRL)              | 83.                            |
| 205                            | Silvia Magri (ITA)             | DNF                            |

| St Michel-Mavic-Auber 93 AUB | St Michel-Mavic-Auber 93 AUB | St Michel-Mavic-Auber 93 AUB |
| ---------------------------- | ---------------------------- | ---------------------------- |
| Nr.                          | Rytter                       | Placering                    |
| 211                          | Roxane Fournier (FRA)        | HD                           |
| 212                          | Alison Avoine (FRA)          | 95.                          |
| 213                          | Simone Boilard (CAN)         | 39.                          |
| 214                          | Marion Borras (FRA)          | 5.                           |
| 215                          | Célia Le Mouël (FRA)         | HD                           |
| 216                          | Margot Pompanon (FRA)        | 50.                          |

| Fenix-Deceuninck ___ | Fenix-Deceuninck ___                     | Fenix-Deceuninck ___ |
| -------------------- | ---------------------------------------- | -------------------- |
| Nr.                  | Rytter                                   | Placering            |
| 221                  | Sanne Cant (BEL)                         | DNF                  |
| 222                  | Millie Couzens (GBR)                     | 62.                  |
| 223                  | Evy Kuijpers (NED)                       | 37.                  |
| 224                  | María Martins (POR)                      | 25.                  |
| 225                  | Christina Schweinberger (AUT) (landevej) | 15.                  |
| 226                  | Marthe Truyen (BEL)                      | 3.                   |

| Stade Rochelais Charente-Maritime CMW | Stade Rochelais Charente-Maritime CMW       | Stade Rochelais Charente-Maritime CMW |
| ------------------------------------- | ------------------------------------------- | ------------------------------------- |
| Nr.                                   | Rytter                                      | Placering                             |
| 231                                   | Frances Janse van Rensburg (RSA) (landevej) | 96.                                   |
| 232                                   | Noémie Abgrall (FRA)                        | 103.                                  |
| 233                                   | Marine Allione (FRA)                        | HD                                    |
| 234                                   | Lucy Gadd (GBR)                             | 98.                                   |
| 235                                   | Chloé Schoenenberger (FRA)                  | HD                                    |
| 236                                   | Maëva Squiban (FRA)                         | 99.                                   |

| Trek-Segafredo TFS | Trek-Segafredo TFS             | Trek-Segafredo TFS |
| ------------------ | ------------------------------ | ------------------ |
| Nr.                | Rytter                         | Placering          |
| 1                  | Elisa Longo Borghini (ITA)     | 21.                |
| 2                  | Elynor Bäckstedt (GBR)         | 76.                |
| 3                  | Elisa Balsamo (ITA) (landevej) | 58.                |
| 4                  | Lucinda Brand (NED)            | 12.                |
| 5                  | Lisa Klein (GER)               | 38.                |
| 6                  | Ilaria Sanguineti (ITA)        | 102.               |

| SD Worx SDW | SD Worx SDW                        | SD Worx SDW |
| ----------- | ---------------------------------- | ----------- |
| Nr.         | Rytter                             | Placering   |
| 11          | Lotte Kopecky (BEL)                | 7.          |
| 12          | Elena Cecchini (ITA)               | 55.         |
| 13          | Barbara Guarischi (ITA)            | 90.         |
| 14          | Christine Majerus (LUX) (landevej) | 57.         |
| 15          | Femke Markus (NED)                 | 19.         |
| 16          | Lorena Wiebes (NED) (landevej)     | 49.         |

| Canyon-SRAM Racing CSR | Canyon-SRAM Racing CSR         | Canyon-SRAM Racing CSR |
| ---------------------- | ------------------------------ | ---------------------- |
| Nr.                    | Rytter                         | Placering              |
| 21                     | Elise Chabbey (SUI)            | 16.                    |
| 22                     | Shari Bossuyt (BEL)            | 61.                    |
| 23                     | Tiffany Cromwell (AUS)         | DNF                    |
| 24                     | Agnieszka Skalniak-Sójka (POL) | 34.                    |
| 25                     | Alice Towers (GBR) (landevej)  | 23.                    |
| 26                     | Maike van der Duin (NED)       | 48.                    |

| FDJ-Suez FST | FDJ-Suez FST            | FDJ-Suez FST |
| ------------ | ----------------------- | ------------ |
| Nr.          | Rytter                  | Placering    |
| 31           | Grace Brown (AUS)       | 13.          |
| 32           | Clara Copponi (FRA)     | DNF          |
| 33           | Eugénie Duval (FRA)     | 4.           |
| 34           | Maëlle Grossetête (FRA) | DNF          |
| 35           | Marie Le Net (FRA)      | 41.          |
| 36           | Jade Wiel (FRA)         | DNF          |

| Team Jumbo-Visma TJV | Team Jumbo-Visma TJV   | Team Jumbo-Visma TJV |
| -------------------- | ---------------------- | -------------------- |
| Nr.                  | Rytter                 | Placering            |
| 41                   | Marianne Vos (NED)     | 10.                  |
| 42                   | Teuntje Beekhuis (NED) | 40.                  |
| 43                   | Coryn Labecki (USA)    | 79.                  |
| 44                   | Linda Riedmann (GER)   | DNF                  |
| 45                   | Noemi Rüegg (SUI)      | 45.                  |
| 46                   | Nienke Veenhoven (NED) | HD                   |

| Team DSM DSM | Team DSM DSM           | Team DSM DSM |
| ------------ | ---------------------- | ------------ |
| Nr.          | Rytter                 | Placering    |
| 51           | Georgi Pfeiffer (GBR)  | 8.           |
| 52           | Daniek Hengeveld (NED) | 36.          |
| 53           | Megan Jastrab (USA)    | 88.          |
| 54           | Franziska Koch (GER)   | 33.          |
| 55           | Charlotte Kool (NED)   | 63.          |
| 56           | Maeve Plouffe (AUS)    | 101.         |

| Ceratizit-WNT Pro Cycling WNT | Ceratizit-WNT Pro Cycling WNT | Ceratizit-WNT Pro Cycling WNT |
| ----------------------------- | ----------------------------- | ----------------------------- |
| Nr.                           | Rytter                        | Placering                     |
| 61                            | Sandra Alonso (ESP)           | DNF                           |
| 62                            | Franziska Brauße (GER)        | DNF                           |
| 63                            | Mylène de Zoete (NED)         | DNS                           |
| 64                            | Arianna Fidanza (ITA)         | 43.                           |
| 65                            | Marta Lach (POL)              | 6.                            |
| 66                            | Kathrin Schweinberger (AUT)   | 72.                           |

| Movistar Team MOV | Movistar Team MOV               | Movistar Team MOV |
| ----------------- | ------------------------------- | ----------------- |
| Nr.               | Rytter                          | Placering         |
| 71                | Floortje Mackaij (NED)          | 32.               |
| 72                | Aude Biannic (FRA)              | DNF               |
| 73                | Sheyla Gutiérrez (ESP)          | DNF               |
| 74                | Gloria Rodríguez (ESP)          | 104.              |
| 75                | Arlenis Sierra (CUB) (landevej) | 56.               |

| Liv Racing TeqFind LIV | Liv Racing TeqFind LIV            | Liv Racing TeqFind LIV |
| ---------------------- | --------------------------------- | ---------------------- |
| Nr.                    | Rytter                            | Placering              |
| 81                     | Valerie Demey (BEL)               | 100.                   |
| 82                     | Rachele Barbieri (ITA)            | 93.                    |
| 83                     | Marta Jaskulska (POL)             | 70.                    |
| 84                     | Jeanne Korevaar (NED)             | 92.                    |
| 85                     | Tereza Neumanová (CZE) (landevej) | HD                     |
| 86                     | Katia Ragusa (ITA)                | 2.                     |

| UAE Team ADQ UAD | UAE Team ADQ UAD               | UAE Team ADQ UAD |
| ---------------- | ------------------------------ | ---------------- |
| Nr.              | Rytter                         | Placering        |
| 91               | Marta Bastianelli (ITA)        | 24.              |
| 92               | Eugenia Bujak (SLO) (landevej) | 44.              |
| 93               | Chiara Consonni (ITA)          | 9.               |
| 94               | Elizabeth Holden (GBR)         | 30.              |
| 95               | Karolina Kumięga (POL)         | 59.              |
| 96               | Laura Tomasi (ITA)             | 26.              |

| Cofidis COF | Cofidis COF                   | Cofidis COF |
| ----------- | ----------------------------- | ----------- |
| Nr.         | Rytter                        | Placering   |
| 101         | Victoire Berteau (FRA)        | 29.         |
| 102         | Alana Castrique (BEL)         | 85.         |
| 103         | Séverine Eraud (FRA)          | HD          |
| 104         | Valentine Fortin (FRA)        | 82.         |
| 105         | Gabrielle Pilote Fortin (CAN) | HD          |
| 106         | Josie Talbot (AUS)            | 51.         |

| Parkhotel Valkenburg PHV | Parkhotel Valkenburg PHV  | Parkhotel Valkenburg PHV |
| ------------------------ | ------------------------- | ------------------------ |
| Nr.                      | Rytter                    | Placering                |
| 111                      | Kirstie van Haaften (NED) | 64.                      |
| 112                      | Lieke Nooijen (NED)       | HD                       |
| 113                      | Scarlett Souren (NED)     | HD                       |
| 114                      | Lisa Van Helvoirt (NED)   | 87.                      |
| 115                      | Marith Vanhove (BEL)      | 80.                      |
| 116                      | Sofie Van Rooijen (NED)   | HD                       |

| AG Insurance-Soudal Quick-Step AGS | AG Insurance-Soudal Quick-Step AGS | AG Insurance-Soudal Quick-Step AGS |
| ---------------------------------- | ---------------------------------- | ---------------------------------- |
| Nr.                                | Rytter                             | Placering                          |
| 121                                | Romy Kasper (GER)                  | 17.                                |
| 122                                | Julia Borgström (SWE)              | 22.                                |
| 123                                | Marthe Goossens (BEL)              | 42.                                |
| 124                                | Britt Knaven (BEL)                 | DNF                                |
| 125                                | Lone Meertens (BEL)                | 86.                                |
| 126                                | Maud Rijnbeek (NED)                | DNS                                |

| EF Education-TIBCO-SVB TIB | EF Education-TIBCO-SVB TIB | EF Education-TIBCO-SVB TIB |
| -------------------------- | -------------------------- | -------------------------- |
| Nr.                        | Rytter                     | Placering                  |
| 131                        | Zoe Bäckstedt (GBR)        | 46.                        |
| 132                        | Letizia Borghesi (ITA)     | 53.                        |
| 133                        | Clara Honsinger (USA)      | 77.                        |
| 134                        | Alison Jackson (CAN)       | 1.                         |
| 135                        | Sara Poidevin (CAN)        | HD                         |
| 136                        | Lauren Stephens (USA)      | DNF                        |

| Arkéa Pro Cycling Team ARK | Arkéa Pro Cycling Team ARK    | Arkéa Pro Cycling Team ARK |
| -------------------------- | ----------------------------- | -------------------------- |
| Nr.                        | Rytter                        | Placering                  |
| 141                        | Amandine Fouquenet (FRA)      | DNF                        |
| 142                        | Maaike Coljé (NED)            | DNF                        |
| 143                        | Maryanne Hinault (FRA)        | HD                         |
| 144                        | Marie-Morgane Le Deunff (FRA) | 52.                        |
| 145                        | Anaïs Morichon (FRA)          | 84.                        |
| 146                        | Maurène Trégouët (FRA)        | DNF                        |

| Uno-X Pro Cycling Team UXT | Uno-X Pro Cycling Team UXT        | Uno-X Pro Cycling Team UXT |
| -------------------------- | --------------------------------- | -------------------------- |
| Nr.                        | Rytter                            | Placering                  |
| 151                        | Amalie Dideriksen (DEN)           | 54.                        |
| 152                        | Anniina Ahtosalo (FIN) (landevej) | 66.                        |
| 153                        | Susanne Andersen (NOR)            | 27.                        |
| 154                        | Maria Giulia Confalonieri (ITA)   | 28.                        |
| 155                        | Julie Leth (DEN)                  | 11.                        |
| 156                        | Amalie Lutro (NOR)                | 81.                        |

| Zaaf Cycling Team ZAF | Zaaf Cycling Team ZAF                | Zaaf Cycling Team ZAF |
| --------------------- | ------------------------------------ | --------------------- |
| Nr.                   | Rytter                               | Placering             |
| 161                   | Maggie Coles-Lyster (CAN) (landevej) | 68.                   |
| 162                   | Lucía García (ESP)                   | HD                    |
| 163                   | Marta Romance (ESP)                  | HD                    |
| 164                   | Debora Silvestri (ITA)               | 69.                   |
| 165                   | Emanuela Zanetti (ITA)               | HD                    |
| 166                   | Ebtesam Zayed                        | HD                    |

| Lifeplus Wahoo DRP | Lifeplus Wahoo DRP      | Lifeplus Wahoo DRP |
| ------------------ | ----------------------- | ------------------ |
| Nr.                | Rytter                  | Placering          |
| 171                | Typhaine Laurance (FRA) | HD                 |
| 172                | Madelaine Leech (GBR)   | DNF                |
| 173                | Kate Richardson (GBR)   | HD                 |
| 174                | Kaja Rysz (POL)         | 97.                |
| 175                | April Tacey (GBR)       | 73.                |
| 176                | Margaux Vigie (FRA)     | 14.                |

| Team Jayco AlUla BEX | Team Jayco AlUla BEX      | Team Jayco AlUla BEX |
| -------------------- | ------------------------- | -------------------- |
| Nr.                  | Rytter                    | Placering            |
| 181                  | Amber Pate (AUS)          | 18.                  |
| 182                  | Jessica Allen (AUS)       | 91.                  |
| 183                  | Teniel Campbell (TTO)     | 78.                  |
| 184                  | Georgie Howe (AUS)        | 47.                  |
| 185                  | Nina Kessler (NED)        | 31.                  |
| 186                  | Letizia Paternoster (ITA) | 65.                  |

| Human Powered Health HPW | Human Powered Health HPW             | Human Powered Health HPW |
| ------------------------ | ------------------------------------ | ------------------------ |
| Nr.                      | Rytter                               | Placering                |
| 191                      | Audrey Cordon-Ragot (FRA) (landevej) | 35.                      |
| 192                      | Mieke Kröger (GER)                   | 75.                      |
| 193                      | Makayla MacPherson (USA)             | 89.                      |
| 194                      | Jesse Vandenbulcke (BEL)             | 20.                      |
| 195                      | Marjolein van 't Geloof (NED)        | 60.                      |
| 196                      | Lily Williams (USA)                  | 67.                      |

| Israel-Premier Tech Roland CGS | Israel-Premier Tech Roland CGS | Israel-Premier Tech Roland CGS |
| ------------------------------ | ------------------------------ | ------------------------------ |
| Nr.                            | Rytter                         | Placering                      |
| 201                            | Caroline Baur (SUI) (landevej) | 71.                            |
| 202                            | Hannah Buch (GER)              | 94.                            |
| 203                            | Sofia Collinelli (ITA)         | 74.                            |
| 204                            | Mia Griffin (IRL)              | 83.                            |
| 205                            | Silvia Magri (ITA)             | DNF                            |

| St Michel-Mavic-Auber 93 AUB | St Michel-Mavic-Auber 93 AUB | St Michel-Mavic-Auber 93 AUB |
| ---------------------------- | ---------------------------- | ---------------------------- |
| Nr.                          | Rytter                       | Placering                    |
| 211                          | Roxane Fournier (FRA)        | HD                           |
| 212                          | Alison Avoine (FRA)          | 95.                          |
| 213                          | Simone Boilard (CAN)         | 39.                          |
| 214                          | Marion Borras (FRA)          | 5.                           |
| 215                          | Célia Le Mouël (FRA)         | HD                           |
| 216                          | Margot Pompanon (FRA)        | 50.                          |

| Fenix-Deceuninck ___ | Fenix-Deceuninck ___                     | Fenix-Deceuninck ___ |
| -------------------- | ---------------------------------------- | -------------------- |
| Nr.                  | Rytter                                   | Placering            |
| 221                  | Sanne Cant (BEL)                         | DNF                  |
| 222                  | Millie Couzens (GBR)                     | 62.                  |
| 223                  | Evy Kuijpers (NED)                       | 37.                  |
| 224                  | María Martins (POR)                      | 25.                  |
| 225                  | Christina Schweinberger (AUT) (landevej) | 15.                  |
| 226                  | Marthe Truyen (BEL)                      | 3.                   |

| Stade Rochelais Charente-Maritime CMW | Stade Rochelais Charente-Maritime CMW       | Stade Rochelais Charente-Maritime CMW |
| ------------------------------------- | ------------------------------------------- | ------------------------------------- |
| Nr.                                   | Rytter                                      | Placering                             |
| 231                                   | Frances Janse van Rensburg (RSA) (landevej) | 96.                                   |
| 232                                   | Noémie Abgrall (FRA)                        | 103.                                  |
| 233                                   | Marine Allione (FRA)                        | HD                                    |
| 234                                   | Lucy Gadd (GBR)                             | 98.                                   |
| 235                                   | Chloé Schoenenberger (FRA)                  | HD                                    |
| 236                                   | Maëva Squiban (FRA)                         | 99.                                   |